# Simon von Bethanien
Simon von Bethanien ist der Name eines Mannes im Neuen Testament.

## Erzählung in den synoptischen Evangelien
Simon wird in den synoptischen Evangelien als Gastgeber Jesu erwähnt.
Markus (Mk 14,3-9) und Matthäus (Mt 26,6-13) bezeichnen ihn als Simon den Aussätzigen. Bei Lukas (Lk 7,36-50) ist hingegen von einem Pharisäer namens Simon die Rede. Auch wird der Wohnort Bethanien nur bei Matthäus und Markus erwähnt. Lukas spricht lediglich von "der Stadt". Dieser Simon wird an keiner anderen Stelle der Evangelien erwähnt.
Simon war einer der wenigen Pharisäer die freundschaftlichen Umgang mit Jesus pflegten. Er war vom Aussatz geheilt worden und fühlte sich dem Rabbi aus Nazareth verbunden, obwohl er ihn nicht für den Messias hielt. Simon war zwar körperlich geheilt worden, doch in seinem Denken und Tun unverändert. 
Auf dem Weg nach Jerusalem kehrte Jesus in Bethanien ein. Bis zum Passahfest waren es noch sechs Tage, Zeit genug für Jesus, um seinen Freund Lazarus zu besuchen. Als Simon davon hörte, lud er Jesus zum Essen ein. Während Jesus bei Simon zum Mahl war, wurden in Jerusalem von den Pharisäern die Weichen zu seiner Tötung gestellt. In allen drei synoptischen Evangelien kommt während des gemeinsamen Mahles eine Frau, die Lukas als Sünderin bezeichnet, welche ein Fläschchen mit Salböl bei sich hat. Damit salbt sie Jesus den Kopf (Markus und Matthäus), bzw. die Füße (Lukas).
Auch die Reaktion der Anwesenden unterscheidet sich in den Evangelien. Gemeinsam ist nur, dass die Tat der Frau kritisiert wird, jedoch aus unterschiedlichen Gründen.
Bei Markus und Matthäus ist die Verschwendung des teuren Öles der Grund, dessen Erlös besser für die Armen ausgegeben worden wäre. Jesus reagiert, indem er die Frau in Schutz nimmt und die Kritiker darauf hinweist, dass diese die Armen jederzeit, ihn jedoch nicht mehr lange bei sich hätten. Die Handlung der Frau wird als vorausgenommene Salbung für das Begräbnis gedeutet. Dazu passt auch die Stellung der Geschichte am Anfang der Passionserzählung. 
Bei Lukas steht die Erzählung dagegen nicht im Kontext der Passion, sondern im Zusammenhang mit Jesu Wirken in Galiläa. Dort kritisiert Simon selbst in Gedanken das Geschehen. Sein Hauptkritikpunkt ist, dass Jesus doch wissen müsste, dass es sich bei der Frau um eine Sünderin handelt, von der er sich nicht berühren lassen dürfte. In einem Gleichnis erklärt Jesus ihm, dass die Frau viel mehr Grund hat, sich über den Erlass ihrer Schuld zu freuen, und spricht ihr die Sündenvergebung zu. Simon selbst stellt er als schlechten Gastgeber dar, der seine Pflichten (Füße reinigen etc.) nicht erfüllt hat, wobei diese von der Frau mehr als erfüllt wurden. Lukas erwähnt außerdem, dass die Frau Jesu Füße mit ihren Tränen gewaschen, mit ihren Haaren getrocknet und geküsst hat. Jesu Begräbnis wird nicht erwähnt.

## Parallelstelle bei Johannes
Im Johannesevangelium Kap. 12,1-8 gibt es eine ähnliche biblische Erzählung, die ebenfalls in Bethanien spielt. Dabei handelt es sich bei dem Gastgeber jedoch nicht um Simon, sondern um Lazarus, der durch Jesus von den Toten auferweckt wurde. Die Salbung erfolgt durch Maria, die Schwester des Lazarus und der Martha. Die Kritik an der Salbung ist dieselbe wie bei Matthäus und Markus, sie kommt aber diesmal von Judas Iskariot, von dem gesagt wird, dass er die gemeinsame Kasse führte und veruntreute. Wie bei Matthäus und Markus leitet diese Salbung auch bei Johannes die Passionsgeschichte ein.
Im Mittelalter wurden die Personen Maria von Bethanien, Maria von Magdala und die unbekannte Sünderin miteinander identifiziert.

## Verfilmung
In Jesus von Nazareth von 1977 stellte der britische Schauspieler Francis De Wolff Simon dar, in Jesus aus dem Jahr 1979 der Israeli Miki Mfir, und in Maria Magdalena (2000) der Italiener Vittorio Amandola.